# شوح شنغي
الشوح الشنغي نوع نباتي شجري ينتمي إلى جنس الشوح من الفصيلة الصنوبرية.

## الانتشار
موطنه الصين.